# Maarten Stekelenburg (voetballer)
Maarten Stekelenburg (Haarlem, 22 september 1982) is een Nederlands voormalig profvoetballer die speelde als doelman. Op 22 juni 2020 tekende Stekelenburg een eenjarig contract bij Ajax, nadat hij transfervrij vertrok bij Everton. Stekelenburg was vanaf 2004 international in het Nederlands voetbalelftal, waarvoor hij 63 wedstrijden speelde. In maart 2021 werd Stekelenburg voor het eerst in lange tijd (sinds 2016) opgenomen in de selectie van het Nederlands elftal, door bondscoach Frank de Boer. Op 13 augustus 2021 maakte hij bekend zich niet meer beschikbaar te stellen voor Oranje.

## Clubcarrière

### Ajax

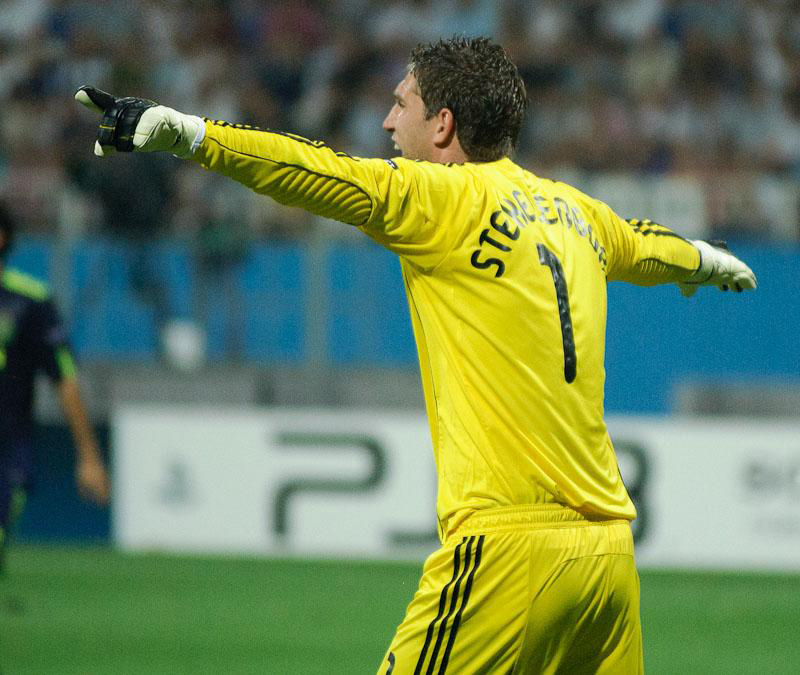
Stekelenburg bij Ajax

Stekelenburg begon met voetballen bij de amateurverenigingen Zandvoort '75 (nu SV Zandvoort) en VV Schoten. Stekelenburgs affiniteit met keepen kwam bij toeval aan het licht; bij een wedstrijd waar de keeper afwezig was, wilde hij best een keer op doel staan. Dat beviel dermate dat Stekelenburg bleef keepen. Op dertienjarige leeftijd werd hij gescout door de jeugdopleiding van Ajax. Hij kon destijds ook naar HFC Haarlem maar koos toch voor Ajax. Bij Ajax doorliep hij de jeugdopleiding. In het seizoen 2001/02 speelde hij zich in de kijker toen hij met Jong Ajax de halve finale van de KNVB Beker haalde tegen FC Utrecht; die wedstrijd eindigde in een 2-2 gelijkspel. Na strafschoppen was het Utrecht dat doorging.
Stekelenburg debuteerde onder Ronald Koeman voor Ajax op 11 augustus 2002, in de wedstrijd om de Johan Cruyff Schaal tegen PSV. Bij deze wedstrijd mocht hij de geblesseerde keepers Joey Didulica en Bogdan Lobonț vervangen. De wedstrijd werd gewonnen met 3-1 en zo had Stekelenburg zijn eerste prijs te pakken. Zijn debuut in de competitie maakte hij vlak daarna in de thuiswedstrijd tegen FC Utrecht op 18 augustus, de wedstrijd eindigde in een 3-1-overwinning. In totaal zou hij dat seizoen aan 9 wedstrijden komen, hij moest keepers Bogdan Lobonț en Joey Didulica voor zich dulden in de pikorde.
Het seizoen 2003/04 werd het jaar waarin Ajax landskampioen werd. Tegen het einde van het seizoen heeft Stekelenburg nog een aantal wedstrijden kunnen spelen voor Ajax, in totaal kwam hij op 10 wedstrijden.
In de voorbereiding van het seizoen 2004/05 werd Stekelenburg door Ronald Koeman gekozen als eerste doelman. Al in september moest hij zich door een blessure laten vervangen door Lobonț, die zo zijn basisplaats terugkreeg. In totaal kwam Stekelenburg, mede door blessures, tot 11 competitiewedstrijden.
Het seizoen daarop werd Danny Blind hoofdtrainer van Ajax en ook hij gaf de voorkeur aan Stekelenburg boven Lobonț. Door een blessure die hij opliep in een oefenduel met Boca Juniors speelde Stekelenburg pas zijn eerste competitiewedstrijd op 15 oktober tegen Heracles Almelo. Op 26 januari werd het vertrouwen in Stekelenburg bevestigd door Ajax dat zijn contract, dat nog liep tot 2008, open te breken en te verlengen tot 2010. Stekelenburg won dat seizoen met Ajax de KNVB Beker door PSV te verslaan en Ajax eindigde op een tweede plaats in de Eredivisie achter PSV.
Ook onder trainers Henk ten Cate en Adrie Koster bleef Stekelenburg eerste keeper. Tijdens de seizoenen 2006/07 en 2007/08, waarin hij in bijna alle wedstrijden onder de lat stond, wist hij zich sterk te ontwikkelen. Het wekte de interesse van onder meer Tottenham Hotspur, dat in Stekelenburg de opvolger van Engels international Paul Robinson zag. Ondanks de interesse bleef Stekelenburg Ajax trouw. Niet veel later werd zijn contract verlengd tot medio 2012.
In het daaropvolgende seizoen 2008/09 raakte Stekelenburg in een felle concurrentiestrijd met Kenneth Vermeer. Na een blessure kreeg Vermeer de kans om zich te bewijzen bij Ajax en hij maakte daarbij zo veel indruk, dat Stekelenburg bij terugkomst niet meteen zeker was van zijn basisplaats. Vlak voor het UEFA Cupduel met Olympique Marseille maakte Ajax-trainer Marco van Basten duidelijk dat Kenneth Vermeer voortaan het doel van Ajax verdedigde. Daarmee werd Stekelenburg naar een tweede plan verwezen.
Met de komst van Martin Jol het seizoen daarna kreeg Stekelenburg zijn basisplaats weer terug. Stekelenburg beloonde dat met een heel sterk seizoen. Zowel bij Ajax als bij het Nederlands elftal was hij heel belangrijk. Met Ajax werd de tweede plaats behaald in de competitie na een inhaalrace in de tweede helft van het seizoen. Daarbij redde hij zijn team diverse keren en daarna zijn er geen twijfels meer geweest over wie eerste keeper moest zijn.
Na dit sterke seizoen en een goed WK met het Nederlands elftal waren er hardnekkige geruchten over een eventuele overgang van Stekelenburg naar het buitenland. Uiteindelijk bleef hij ook in het seizoen 2010/11 bij Ajax en werd de Champions League gehaald. Op 12 oktober 2010 maakte hij bekend zijn contract, dat in 2012 afloopt, niet nogmaals te verlengen. Stekelenburg was ook in de eerste helft van dit seizoen een belangrijke speler en vice-aanvoerder. Tijdens de winterstop werd bekendgemaakt dat Luis Suarez afstand doet van zijn aanvoerdersband en dat Stekelenburg deze overneemt. Tijdens een training op 12 maart 2011 brak Stekelenburg zijn rechterduim, waardoor hij de rest van het seizoen uitgeschakeld was. Datzelfde jaar won AFC Ajax voor de dertigste keer het landskampioenschap.
Na lang onderhandelen tussen Ajax en AS Roma vertrok Stekelenburg op 4 augustus officieel naar Roma. In zijn eerste periode speelde hij uiteindelijk 191 wedstrijden in het shirt van Ajax.

### AS Roma
Stekelenburg tekende in juli 2011 een vierjarig contract bij AS Roma. De club betaalde in eerste aanleg 6,3 miljoen euro aan Ajax om zijn nog één jaar doorlopende verbintenis af te kopen. In zijn contract werd vastgelegd dat Ajax een half miljoen euro extra ontvangt als Stekelenburg zich met Roma plaatst voor de UEFA Champions League en 1 miljoen euro extra wanneer hij door Roma wordt verkocht of als de club zijn contract verlengt. Bij Roma kwam Stekelenburg ook Bogdan Lobonț weer tegen, met wie hij in zijn Ajax-tijd samengespeeld had. Na een ietwat onzeker begin van de competitie wordt Stekelenburg al gauw betrouwbaarder en geliefder bij het thuispubliek dat aan hem refereert als de "grote keeper" (il portierone) en de "Vliegende Hollander" (l'Olandese volante), naast de reeds bestaande bijnaam "Steek".
Sinds eind 2012/begin 2013 was Stekelenburg bankzitter voor AS Roma. De club onderhandelde samen met Stekelenburgs zaakwaarnemer of hij bleef spelen voor AS Roma. Zo niet, kon Stekelenburg eventueel de overgang maken naar een andere club.
Vlak nadat de transferperiode begin 2013 afliep, werd Roma-coach Zdeněk Zeman ontslagen en lagen er weer kansen voor Stekelenburg. Tijdelijke opvolger Aurelio Andrazzoli gaf Stekelenburg weer een basisplaats in de uitwedstrijd tegen UC Sampdoria (3-1) na een forse blunder van Mauro Goicoechea een week eerder. In zijn tweede wedstrijd na zijn rentree won Stekelenburg met een paar fraaie reddingen van Juventus (1-0).
Op 17 april plaatste Stekelenburg zich met AS Roma voor de finale van de Coppa Italia door over 2 wedstrijden Internazionale te verslaan. Door een blessure moest Stekelenburg de finale aan zich voorbij laten gaan. Deze werd met 0-1 verloren van Lazio Roma.

### Fulham
Op 3 juni 2013 maakte AS Roma voorzitter Franco Baldini bekend dat AS Roma het met Fulham FC eens was geworden over een overgang van Stekelenburg naar de Londense club die uitkomt in de Premier League. Naar verluidt zou AS Roma rond de 4.700.000 euro krijgen voor Stekelenburg. Op 5 juni 2013 tekende Stekelenburg voor vier jaar bij Fulham. Op 17 augustus 2013 maakte Stekelenburg zijn debuut voor Fulham in een competitiewedstrijd die met 1-0 werd gewonnen uit bij Sunderland FC, Stekelenburg moest een kwartier voor tijd noodgedwongen naar de kant door een schouderblessure. Naast de ene schouder raakte ook zijn andere schouder geblesseerd en moest Stekelenburg nog een wedstrijd aan zich voorbij laten gaan. Zijn tijdelijke vervanger was David Stockdale.

### AS Monaco
Nadat Stekelenburg gedegradeerd was met Fulham en zijn basisplaats was kwijtgeraakt, gaf hij aan te willen vertrekken bij Fulham. Voor het seizoen 2014/15 kreeg hij geen rugnummer toegewezen waarna op 9 augustus 2014 bekend werd gemaakt dat Stekelenburg voor een seizoen zou worden gehuurd door AS Monaco. Monaco had tevens een optie tot koop bedongen. Na ruim vier maanden maakte reservedoelman Stekelenburg zijn debuut voor AS Monaco, op 17 december 2014 in de Coupe de la Ligue wedstrijd uit tegen Olympique Lyonnais. Nadat beide ploegen in de reguliere tijd niet tot scoren wisten te komen, eindigde de verlenging in een 1-1-gelijkspel wat leidde tot strafschoppen. In de strafschoppenserie stopte Stekelenburg de beslissende penalty van Jordan Ferri. Door een blessure van eerste doelman Danijel Subašić mocht Stekelenburg op 22 maart 2015 zijn debuut maken in de Ligue 1. Er werd die dag met 3-1 gewonnen van Stade de Reims. In mei 2015 liet Monaco weten niet verder te willen gaan met Stekelenburg.

### Southampton

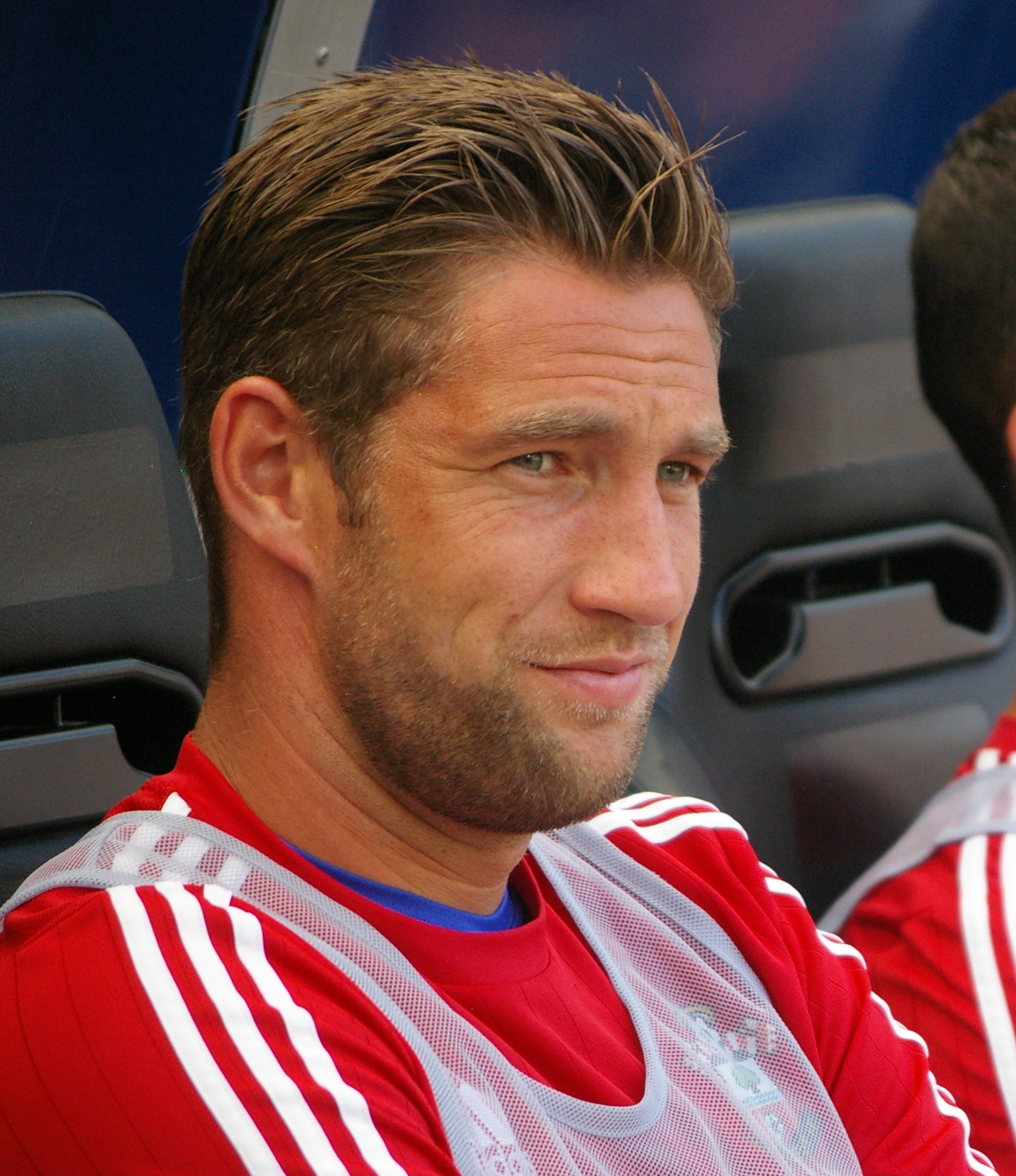
Maarten Stekelenburg bij Southampton in 2015

Fulham verhuurde Stekelenburg in juni 2015 voor een jaar aan Southampton FC. Bij Southampton werd hij herenigd met trainer Ronald Koeman, onder wie hij bij Ajax zijn debuut mocht maken. Door een blessure van eerste doelman Fraser Forster werd Stekelenburg tijdens de voorbereiding op het nieuwe seizoen gekozen als nieuwe eerste doelman. Hij maakte op 30 juli 2015 zijn officiële debuut voor Southampton tijdens een thuiswedstrijd tegen Vitesse in de derde voorronde van de UEFA Europa League. De wedstrijd werd met 3-0 door Southampton gewonnen. Tijdens de blessure van Forster keepte Stekelenburg vrijwel alle wedstrijden voor Southampton. Hij verloor zijn plaats onder de lat echter weer aan Forster nadat deze hersteld was van zijn blessure.

### Everton
Stekelenburg tekende op 1 juli 2016 een contract tot medio 2019 bij Everton, dat hem voor een niet bekendgemaakt bedrag overnam van Fulham. Hier werd hij opnieuw herenigd met coach Ronald Koeman, die een maand daarvoor tekende bij Everton. Stekelenburg speelde ook onder hem bij Ajax en Southampton. Zijn debuut voor Everton volgde op 15 augustus, in een wedstrijd in de Premier League thuis tegen Tottenham Hotspur (eindstand 1–1).

### Terugkeer bij Ajax
Op 22 juni 2020 werd bekend dat Stekelenburg terugkeerde bij Ajax als reservedoelman voor de duur van een seizoen. In februari 2021 werd eerste doelman André Onana door de UEFA voor een jaar geschorst wegens een dopingovertreding. Na de aankondiging van deze schorsing werd Stekelenburg aangewezen als eerste doelman. Stekelenburg werd op 13 februari 2021 de eerste speler die de 38 gepasseerd was met speelminuten in de Nederlandse competitie namens Ajax. Hij volgde hiermee Arnold Mühren op als oudste speler ooit voor Ajax in de Eredivisie.
Nadat hij de eerste drie speelronden van eredivisie-seizoen 2021/22 had gekeept, raakte hij geblesseerd. Hij moest een heupoperatie ondergaan en een langdurige revalidatie meemaken.
Op 17 april 2022 keerde hij wederom terug in de basis van Ajax in de bekerfinale tegen PSV. Hij bleef de rest van het seizoen eerste keeper en haalde de 36ste landstitel met Ajax.
In mei 2023 kondigde Stekelenburg aan dat hij na het seizoen 2022/23 zou stoppen met voetballen. Zijn afscheid voor het publiek werd gehouden voor het thuisduel tegen FC Utrecht.

## Clubstatistieken
| Seizoen        | Club           |                    | Competitie     | Competitie | Competitie | Beker | Beker | Internationaal | Internationaal | Overig | Overig | Totaal | Totaal |
| Seizoen        | Club           | Wed.               | Competitie     | Dlp.       | Wed.       | Dlp.  | Wed.  | Dlp.           | Wed.           | Dlp.   | Wed.   | Dlp.   |        |
| -------------- | -------------- | ------------------ | -------------- | ---------- | ---------- | ----- | ----- | -------------- | -------------- | ------ | ------ | ------ | ------ |
| 2002/03        | Ajax           | Vlag van Nederland | Eredivisie     | 9          | 0          | 0     | 0     | 3              | 0              | 1      | 0      | 13     | 0      |
| 2003/04        | Ajax           | Vlag van Nederland | Eredivisie     | 10         | 0          | 0     | 0     | 1              | 0              | —      | —      | 11     | 0      |
| 2004/05        | Ajax           | Vlag van Nederland | Eredivisie     | 11         | 0          | 1     | 0     | 4              | 0              | 1      | 0      | 17     | 0      |
| 2005/06        | Ajax           | Vlag van Nederland | Eredivisie     | 27         | 0          | 4     | 0     | 6              | 0              | 4      | 0      | 41     | 0      |
| 2006/07        | Ajax           | Vlag van Nederland | Eredivisie     | 32         | 0          | 4     | 0     | 9              | 0              | 5      | 0      | 50     | 0      |
| 2007/08        | Ajax           | Vlag van Nederland | Eredivisie     | 31         | 0          | 1     | 0     | 4              | 0              | 5      | 0      | 41     | 0      |
| 2008/09        | Ajax           | Vlag van Nederland | Eredivisie     | 12         | 0          | 1     | 0     | 2              | 0              | —      | —      | 15     | 0      |
| 2009/10        | Ajax           | Vlag van Nederland | Eredivisie     | 33         | 0          | 7     | 0     | 10             | 0              | —      | —      | 50     | 0      |
| 2010/11        | Ajax           | Vlag van Nederland | Eredivisie     | 26         | 0          | 4     | 0     | 13             | 0              | 1      | 0      | 44     | 0      |
| Clubtotaal     | Clubtotaal     | Clubtotaal         | Clubtotaal     | 191        | 0          | 22    | 0     | 52             | 0              | 17     | 0      | 282    | 0      |
| 2011/12        | AS Roma        | Vlag van Italië    | Serie A        | 29         | 0          | 2     | 0     | 2              | 0              | —      | —      | 33     | 0      |
| 2012/13        | AS Roma        | Vlag van Italië    | Serie A        | 19         | 0          | 3     | 0     | —              | —              | —      | —      | 22     | 0      |
| Clubtotaal     | Clubtotaal     | Clubtotaal         | Clubtotaal     | 48         | 0          | 5     | 0     | 2              | 0              | 0      | 0      | 55     | 0      |
| 2013/14        | Fulham         | Vlag van Engeland  | Premier League | 19         | 0          | 2     | 0     | —              | —              | —      | —      | 21     | 0      |
| Clubtotaal     | Clubtotaal     | Clubtotaal         | Clubtotaal     | 19         | 0          | 2     | 0     | 0              | 0              | 0      | 0      | 21     | 0      |
| 2014/15        | → AS Monaco    | Vlag van Monaco    | Ligue 1        | 1          | 0          | 7     | 0     | 0              | 0              | —      | —      | 8      | 0      |
| Clubtotaal     | Clubtotaal     | Clubtotaal         | Clubtotaal     | 1          | 0          | 7     | 0     | 0              | 0              | 0      | 0      | 8      | 0      |
| 2015/16        | → Southampton  | Vlag van Engeland  | Premier League | 17         | 0          | 4     | 0     | 4              | 0              | —      | —      | 25     | 0      |
| Clubtotaal     | Clubtotaal     | Clubtotaal         | Clubtotaal     | 17         | 0          | 4     | 0     | 4              | 0              | 0      | 0      | 25     | 0      |
| 2016/17        | Everton        | Vlag van Engeland  | Premier League | 19         | 0          | 2     | 0     | —              | —              | —      | —      | 21     | 0      |
| 2017/18        | Everton        | Vlag van Engeland  | Premier League | 0          | 0          | 1     | 0     | 2              | 0              | —      | —      | 3      | 0      |
| 2018/19        | Everton        | Vlag van Engeland  | Premier League | 0          | 0          | 2     | 0     | 0              | 0              | —      | —      | 2      | 0      |
| 2019/20        | Everton        | Vlag van Engeland  | Premier League | 0          | 0          | 0     | 0     | 0              | 0              | —      | —      | 0      | 0      |
| Clubtotaal     | Clubtotaal     | Clubtotaal         | Clubtotaal     | 19         | 0          | 5     | 0     | 2              | 0              | 0      | 0      | 26     | 0      |
| 2020/21        | Ajax           | Vlag van Nederland | Eredivisie     | 12         | 0          | 4     | 0     | 5              | 0              | 0      | 0      | 21     | 0      |
| 2021/22        | Ajax           | Vlag van Nederland | Eredivisie     | 7          | 0          | 1     | 0     | 0              | 0              | 0      | 0      | 8      | 0      |
| 2022/23        | Ajax           | Vlag van Nederland | Eredivisie     | 0          | 0          | 0     | 0     | 0              | 0              | 0      | 0      | 0      | 0      |
| Clubtotaal     | Clubtotaal     | Clubtotaal         | Clubtotaal     | 210        | 0          | 27    | 0     | 57             | 0              | 17     | 0      | 311    | 0      |
| Carrièretotaal | Carrièretotaal | Carrièretotaal     | Carrièretotaal | 314        | 0          | 50    | 0     | 65             | 0              | 17     | 0      | 446    | 0      |

## Interlandcarrière

### Jeugdelftallen
Als jeugdinternational kwam Stekelenburg uit voor het Nederlands elftal onder 18, 19 en 20 jaar.
| Jeugdinterlands van Maarten Stekelenburg | Jeugdinterlands van Maarten Stekelenburg | Jeugdinterlands van Maarten Stekelenburg | Jeugdinterlands van Maarten Stekelenburg | Jeugdinterlands van Maarten Stekelenburg | Jeugdinterlands van Maarten Stekelenburg |
| Team (№ interlands)                      | Datum                                    | Wedstrijd                                | Uitslag                                  | Soort Wedstrijd                          | Doelpunten                               |
| Als speler bij Ajax                      | Als speler bij Ajax                      | Als speler bij Ajax                      | Als speler bij Ajax                      | Als speler bij Ajax                      | Als speler bij Ajax                      |
| ---------------------------------------- | ---------------------------------------- | ---------------------------------------- | ---------------------------------------- | ---------------------------------------- | ---------------------------------------- |
| Onder 18 (1.)                            | 14 maart 2000                            | Nederland – Italië                       | 3 – 3                                    | Vriendschappelijk                        |                                          |
| Onder 18 (2.)                            | 19 april 2001                            | Nederland – Zwitserland                  | 1 – 1                                    | Vriendschappelijk                        |                                          |
| Onder 19 (1.)                            | 7 maart 2001                             | Nederland – Italië                       | 3 – 0                                    | Vriendschappelijk                        |                                          |
| Onder 19 (2.)                            | 5 april 2001                             | Nederland – Denemarken                   | 1 – 1                                    | EK-kwalificatie 2001                     |                                          |
| Onder 19 (3.)                            | 1 mei 2001                               | Denemarken – Nederland                   | 3 – 2                                    | EK-kwalificatie 2001                     |                                          |
| Onder 20 (1.)                            | 7 november 2001                          | Nederland – Zwitserland                  | 3 – 1                                    | Vriendschappelijk                        |                                          |
| Onder 20 (1.)                            | 26 maart 2002                            | Nederland – Spanje                       | 0 – 3                                    | Vriendschappelijk                        |                                          |
| Onder 20 (1.)                            | 17 april 2002                            | Nederland – Italië                       | 0 – 0                                    | Vriendschappelijk                        |                                          |

### Jong Oranje
Op 6 september 2002 maakte Stekelenburg zijn debuut voor Jong Oranje in een kwalificatiewedstrijd voor het EK 2004 onder 21 in Italië tegen Jong Wit-Rusland (1-0 verlies). Hierna speelde Stekelenburg nog drie wedstrijden mee in diezelfde kwalificatiereeks. Jong Oranje wist zich echter niet voor het EK te plaatsen.
| Interlands van Maarten Stekelenburg voor Jong Oranje | Interlands van Maarten Stekelenburg voor Jong Oranje | Interlands van Maarten Stekelenburg voor Jong Oranje | Interlands van Maarten Stekelenburg voor Jong Oranje | Interlands van Maarten Stekelenburg voor Jong Oranje | Interlands van Maarten Stekelenburg voor Jong Oranje |
| №                                                    | Datum                                                | Wedstrijd                                            | Uitslag                                              | Soort Wedstrijd                                      | Doelpunten                                           |
| Als speler bij Ajax                                  | Als speler bij Ajax                                  | Als speler bij Ajax                                  | Als speler bij Ajax                                  | Als speler bij Ajax                                  | Als speler bij Ajax                                  |
| ---------------------------------------------------- | ---------------------------------------------------- | ---------------------------------------------------- | ---------------------------------------------------- | ---------------------------------------------------- | ---------------------------------------------------- |
| 1.                                                   | 6 september 2002                                     | Nederland – Wit-Rusland                              | 0 – 1                                                | Kwalificatie EK 2004                                 |                                                      |
| 2.                                                   | 5 september 2003                                     | Nederland – Oostenrijk                               | 0 – 0                                                | Kwalificatie EK 2004                                 |                                                      |
| 3.                                                   | 9 september 2003                                     | Tsjechië – Nederland                                 | 1 – 2                                                | Kwalificatie EK 2004                                 |                                                      |
| 4.                                                   | 11 oktober 2003                                      | Nederland – Moldavië                                 | 0 – 0                                                | Kwalificatie EK 2004                                 |                                                      |

### Nederlands elftal

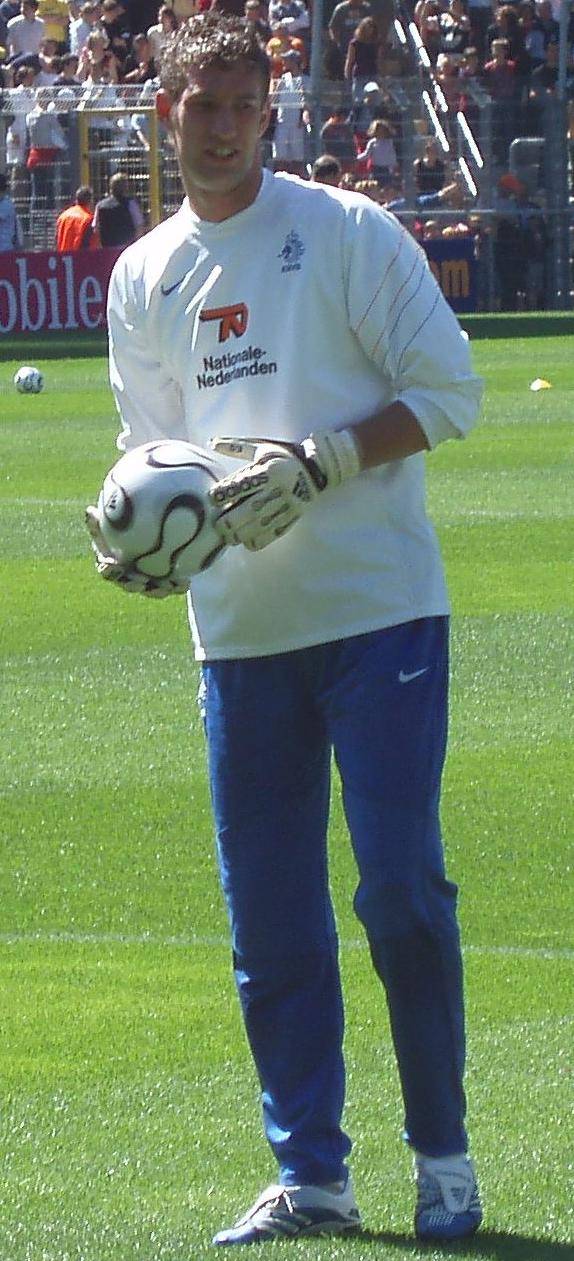
Stekelenburg voor het Nederlands elftal

Stekelenburg maakte zijn debuut voor het Nederlands elftal onder Marco van Basten op 3 september 2004 in de vriendschappelijke wedstrijd tegen Liechtenstein. Dit was de laatste wedstrijd van het Nederlands elftal in de aanloop naar de kwalificatiestrijd voor het WK in Duitsland. Stekelenburg mocht in de rust invallen voor Edwin van der Sar, de wedstrijd werd gewonnen met 3-0. Edwin van der Sar bleef echter eerste keeper waardoor Stekelenburg de rest van de kwalificatie moest toekijken. Pas in 2006, vlak voor het WK in Duitsland, kwam hij weer in actie tegen Mexico. Nederland speelde daar zonder 7 potentiële basisspelers, daarom sprak men dan ook van een B-ploeg. Stekelenburg verving in de rust Henk Timmer, de wedstrijd eindigde in een 2-1-overwinning. Tijdens het Wereldkampioenschap voetbal 2006 fungeerde Stekelenburg achter de onomstreden Edwin van der Sar als tweede keeper. In die hoedanigheid kwam hij niet in actie tijdens het toernooi.
Onder andere vanwege zijn goede spel bij Ajax kreeg hij steeds meer kansen bij de nationale ploeg. In de aanloop naar het EK 2008 in Oostenrijk en Zwitserland speelde hij verschillende wedstrijden maar hij bleef tweede keeper. Ook tijdens het toernooi zelf was dat het geval. Nadat Nederland zich al had geplaatst voor de kwartfinale, werden er in de wedstrijd tegen Roemenië een aantal spelers gespaard. Zo kon Stekelenburg zijn debuut maken op een eindronde voor het Nederlands elftal.
Na het EK van 2008 stopte Edwin van der Sar met keepen voor het nationale team en werd Stekelenburg eerste keeper. In de aanloop naar het Wereldkampioenschap voetbal in Zuid-Afrika was Stekelenburg de vaste doelman van Oranje. Stekelenburg kreeg tijdens de vriendschappelijke interland tegen het Australisch voetbalelftal in 2008 een rode kaart. Hij was de eerste keeper die spelend voor het Nederlands voetbalelftal een rode kaart kreeg.
Tijdens het WK zelf was Stekelenburg eerste keeper voor Michel Vorm en Sander Boschker. Stekelenburg oogstte met zijn optreden veel lof. Mede door de goede optredens van Stekelenburg schopte Nederland het tot de finale, waar het met 1-0 verloor van Spanje.
Na de interland uit tegen Roemenië in oktober 2012 (1-4) werd Stekelenburg vijf maanden niet geselecteerd voor Oranje omdat bondscoach Louis van Gaal de voorkeur gaf aan Tim Krul. Toen Krul geblesseerd raakte in de aanloop naar de wedstrijd van Oranje tegen Estland (3-0) en Roemenië (4-0), keerde Stekelenburg terug in de selectie. Hij zou echter niet spelen, omdat Van Gaal de voorkeur gaf aan Kenneth Vermeer.
Stekelenburg was na zijn oproep tegen Colombia in november 2013 lang niet in beeld bij Oranje. Van Gaal koos vaak voor Jasper Cillessen als eerste doelman en voor Tim Krul en Michel Vorm als reservedoelmannen. Hij nam dat trio ook mee naar het WK 2014 in Brazilië. Op 11 oktober 2015 werd Stekelenburg opgeroepen voor het EK-kwalificatieduel met Tsjechië door Danny Blind, die op dat moment drie interlands achter zijn naam had staan als bondscoach, als vervanger van de geblesseerde Cillessen. Een dag eerder was ook tweede doelman Krul afgehaakt met een blessure. Die werd vervangen door Vermeer. Blind gaf in de wedstrijd tegen Tsjechië de voorkeur aan Jeroen Zoet. De wedstrijd werd met 3-2 verloren, waarmee Nederland zich definitief niet voor het EK 2016 in Frankrijk plaatste. Op 7 oktober 2016 tijdens de WK-kwalificatiewedstrijd tegen Wit-Rusland maakte Stekelenburg zijn rentree in de basis van Oranje. De wedstrijd, die in Rotterdam werd gespeeld, eindigde in een 4-1-overwinning voor Nederland.
Op 19 maart 2021 werd bekend dat Stekelenburg, na bijna vijf jaar afwezigheid, opnieuw bij de selectie van het Nederlands elftal zat. Op 6 juni 2021 maakte Stekelenburg definitief zijn rentree in de basis van Oranje in de vriendschappelijke interland tegen Georgië (3-0). Hij werd ook geselecteerd voor deelname aan het EK 2021, en was de oudste deelnemer aan dit EK. Mede door de afwezigheid van Jasper Cillessen, was hij basisspeler. In augustus 2021 maakte hij bekend dat hij niet langer beschikbaar zou zijn voor het Nederlands elftal.
| Interlands van Maarten Stekelenburg voor Nederland | Interlands van Maarten Stekelenburg voor Nederland | Interlands van Maarten Stekelenburg voor Nederland | Interlands van Maarten Stekelenburg voor Nederland | Interlands van Maarten Stekelenburg voor Nederland |                     |
| No.                                                | Datum                                              | Wedstrijd                                          | Uitslag                                            | Soort wedstrijd                                    |                     |
| Als speler bij Ajax                                | Als speler bij Ajax                                | Als speler bij Ajax                                | Als speler bij Ajax                                | Als speler bij Ajax                                | Als speler bij Ajax |
| -------------------------------------------------- | -------------------------------------------------- | -------------------------------------------------- | -------------------------------------------------- | -------------------------------------------------- | ------------------- |
| 1.                                                 | 3 september 2004                                   | Nederland – Liechtenstein                          | 3 – 0                                              | Vriendschappelijk                                  |                     |
| 2.                                                 | 1 juni 2006                                        | Nederland – Mexico                                 | 2 – 1                                              | Vriendschappelijk                                  |                     |
| 3.                                                 | 15 november 2006                                   | Nederland – Engeland                               | 1 – 1                                              | Vriendschappelijk                                  |                     |
| 4.                                                 | 7 februari 2007                                    | Nederland – Rusland                                | 4 – 1                                              | Vriendschappelijk                                  |                     |
| 5.                                                 | 24 maart 2007                                      | Nederland – Roemenië                               | 0 – 0                                              | Kwalificatie EK 2008                               |                     |
| 6.                                                 | 2 juni 2007                                        | Zuid-Korea – Nederland                             | 0 – 2                                              | Vriendschappelijk                                  |                     |
| 7.                                                 | 22 augustus 2007                                   | Zwitserland – Nederland                            | 2 – 1                                              | Vriendschappelijk                                  |                     |
| 8.                                                 | 13 oktober 2007                                    | Roemenië – Nederland                               | 1 – 0                                              | Kwalificatie EK 2008                               |                     |
| 9.                                                 | 17 oktober 2007                                    | Nederland – Slovenië                               | 2 – 0                                              | Kwalificatie EK 2008                               |                     |
| 10.                                                | 21 november 2007                                   | Wit-Rusland – Nederland                            | 2 – 1                                              | Kwalificatie EK 2008                               |                     |
| 11.                                                | 24 mei 2008                                        | Nederland – Oekraïne                               | 3 – 0                                              | Vriendschappelijk                                  |                     |
| 12.                                                | 17 juni 2008                                       | Nederland – Roemenië                               | 2 – 0                                              | Groepsfase EK 2008                                 |                     |
| 13.                                                | 20 augustus 2008                                   | Rusland – Nederland                                | 1 – 1                                              | Vriendschappelijk                                  |                     |
| 14.                                                | 6 september 2008                                   | Nederland – Australië                              | 1 – 2                                              | Vriendschappelijk                                  |                     |
| 15.                                                | 10 september 2008                                  | Macedonië – Nederland                              | 1 – 2                                              | Kwalificatie WK2010                                |                     |
| 16.                                                | 11 februari 2009                                   | Tunesië – Nederland                                | 1 – 1                                              | Vriendschappelijk                                  |                     |
| 17.                                                | 28 maart 2009                                      | Nederland – Schotland                              | 3 – 0                                              | Kwalificatie WK 2010                               |                     |
| 18.                                                | 1 april 2009                                       | Nederland – Macedonië                              | 4 – 0                                              | Kwalificatie WK 2010                               |                     |
| 19.                                                | 6 juni 2009                                        | IJsland – Nederland                                | 1 – 2                                              | Kwalificatie WK 2010                               |                     |
| 20.                                                | 10 juni 2009                                       | Nederland – Noorwegen                              | 2 – 0                                              | Kwalificatie WK 2010                               |                     |
| 21.                                                | 12 augustus 2009                                   | Nederland – Engeland                               | 2 – 2                                              | Vriendschappelijk                                  |                     |
| 22.                                                | 10 oktober 2009                                    | Australië – Nederland                              | 0 – 0                                              | Vriendschappelijk                                  |                     |
| 23.                                                | 14 november 2009                                   | Italië – Nederland                                 | 0 – 0                                              | Vriendschappelijk                                  |                     |
| 24.                                                | 18 november 2009                                   | Nederland – Paraguay                               | 0 – 0                                              | Vriendschappelijk                                  |                     |
| 25.                                                | 3 maart 2010                                       | Nederland – Verenigde Staten                       | 2 – 1                                              | Vriendschappelijk                                  |                     |
| 26.                                                | 26 mei 2010                                        | Nederland – Mexico                                 | 2 – 1                                              | Vriendschappelijk                                  |                     |
| 27.                                                | 5 juni 2010                                        | Nederland – Hongarije                              | 6 – 1                                              | Vriendschappelijk                                  |                     |
| 28.                                                | 14 juni 2010                                       | Nederland – Denemarken                             | 2 – 0                                              | Groepsfase WK 2010                                 |                     |
| 29.                                                | 19 juni 2010                                       | Nederland – Japan                                  | 1 – 0                                              | Groepsfase WK 2010                                 |                     |
| 30.                                                | 24 juni 2010                                       | Kameroen – Nederland                               | 1 – 2                                              | Groepsfase WK 2010                                 |                     |
| 31.                                                | 28 juni 2010                                       | Nederland – Slowakije                              | 2 – 1                                              | Achtste finale WK 2010                             |                     |
| 32.                                                | 2 juli 2010                                        | Nederland – Brazilië                               | 2 – 1                                              | Kwartfinale WK 2010                                |                     |
| 33.                                                | 6 juli 2010                                        | Uruguay – Nederland                                | 2 – 3                                              | Halve finale WK 2010                               |                     |
| 34.                                                | 11 juli 2010                                       | Nederland – Spanje                                 | 0 – 1                                              | Finale WK 2010                                     |                     |
| 35.                                                | 3 september 2010                                   | San Marino – Nederland                             | 0 – 5                                              | Kwalificatie EK 2012                               |                     |
| 36.                                                | 7 september 2010                                   | Nederland – Finland                                | 2 – 1                                              | Kwalificatie EK 2012                               |                     |
| 37.                                                | 8 oktober 2010                                     | Moldavië – Nederland                               | 0 – 1                                              | Kwalificatie EK 2012                               |                     |
| 38.                                                | 12 oktober 2010                                    | Nederland – Zweden                                 | 4 – 1                                              | Kwalificatie EK 2012                               |                     |
| 39.                                                | 17 november 2010                                   | Nederland – Turkije                                | 1 – 0                                              | Vriendschappelijk                                  |                     |
| 40.                                                | 9 februari 2011                                    | Nederland – Oostenrijk                             | 3 – 1                                              | Vriendschappelijk                                  |                     |
| Als speler bij AS Roma                             |                                                    |                                                    |                                                    |                                                    |                     |
| 41.                                                | 2 september 2011                                   | Nederland – San Marino                             | 11 – 0                                             | Kwalificatie EK 2012                               |                     |
| 42.                                                | 6 september 2011                                   | Finland – Nederland                                | 0 – 2                                              | Kwalificatie EK 2012                               |                     |
| 43.                                                | 11 november 2011                                   | Nederland – Zwitserland                            | 0 – 0                                              | Vriendschappelijk                                  |                     |
| 44.                                                | 15 november 2011                                   | Duitsland – Nederland                              | 3 – 0                                              | Vriendschappelijk                                  |                     |
| 45.                                                | 29 februari 2012                                   | Engeland – Nederland                               | 2 – 3                                              | Vriendschappelijk                                  |                     |
| 46.                                                | 30 mei 2012                                        | Nederland – Slowakije                              | 2 – 0                                              | Vriendschappelijk                                  |                     |
| 47.                                                | 2 juni 2012                                        | Nederland – Noord-Ierland                          | 6 – 0                                              | Vriendschappelijk                                  |                     |
| 48.                                                | 9 juni 2012                                        | Nederland – Denemarken                             | 0 – 1                                              | Groepsfase EK 2012                                 |                     |
| 49.                                                | 13 juni 2012                                       | Nederland – Duitsland                              | 1 – 2                                              | Groepsfase EK 2012                                 |                     |
| 50.                                                | 17 juni 2012                                       | Portugal – Nederland                               | 2 – 1                                              | Groepsfase EK 2012                                 |                     |
| 51.                                                | 15 augustus 2012                                   | België – Nederland                                 | 4 – 2                                              | Vriendschappelijk                                  |                     |
| 52.                                                | 11 september 2012                                  | Hongarije – Nederland                              | 1 – 4                                              | Kwalificatie WK 2014                               |                     |
| 53.                                                | 12 oktober 2012                                    | Nederland – Andorra                                | 3 – 0                                              | Kwalificatie WK 2014                               |                     |
| 54.                                                | 16 oktober 2012                                    | Roemenië – Nederland                               | 1 – 4                                              | Kwalificatie WK 2014                               |                     |
| Als speler bij Everton FC                          |                                                    |                                                    |                                                    |                                                    |                     |
| 55.                                                | 6 oktober 2016                                     | Nederland – Wit-Rusland                            | 4 – 1                                              | Kwalificatie WK 2018                               |                     |
| 56.                                                | 10 oktober 2016                                    | Nederland – Frankrijk                              | 0 – 1                                              | Kwalificatie WK 2018                               |                     |
| 57.                                                | 9 november 2016                                    | Nederland – België                                 | 1 – 1                                              | Vriendschappelijk                                  |                     |
| 58.                                                | 13 november 2016                                   | Luxemburg – Nederland                              | 1 – 3                                              | Kwalificatie WK 2018                               |                     |
| Als speler bij Ajax                                |                                                    |                                                    |                                                    |                                                    |                     |
| 59.                                                | 6 juni 2021                                        | Nederland – Georgië                                | 3 – 0                                              | Vriendschappelijk                                  |                     |
| 60.                                                | 13 juni 2021                                       | Nederland – Oekraïne                               | 3 – 2                                              | Groepsfase EK 2020                                 |                     |
| 61.                                                | 17 juni 2021                                       | Nederland – Oostenrijk                             | 2 – 0                                              | Groepsfase EK 2020                                 |                     |
| 62.                                                | 21 juni 2021                                       | Noord-Macedonië – Nederland                        | 0 – 3                                              | Groepsfase EK 2020                                 |                     |
| 63.                                                | 27 juni 2021                                       | Nederland – Tsjechië                               | 0 – 2                                              | Achtste Finale EK 2020                             |                     |

Bijgewerkt t/m 27 juni 2021.

## Erelijst
| Eredivisie           | 4x | 2003/04, 2010/11, 2020/21, 2021/22 |
| KNVB Beker           | 4x | 2005/06, 2006/07, 2009/10, 2020/21 |
| Johan Cruijff Schaal | 4x | 2002, 2005, 2006, 2007             |

| Competitie | Winnaar   | Winnaar   | Runner-up | Runner-up | Derde     | Derde     |
| Competitie | Aantal    | Jaren     | Aantal    | Jaren     | Aantal    | Jaren     |
| Nederland  | Nederland | Nederland | Nederland | Nederland | Nederland | Nederland |
| ---------- | --------- | --------- | --------- | --------- | --------- | --------- |
| FIFA WK    |           |           | 1x        | 2010      |           |           |

Individueel

| Nederland            |      |                  |
| Ajacied van het Jaar | 1x   | 2010/11          |
| Ajax Club van 100    | 300W | 2002–2011, 2020– |

## Privéleven
Stekelenburg is getrouwd en heeft drie zonen. Hij heeft naast zijn voetbalcarrière een koksopleiding gevolgd.
Hij is geen familie van zijn naamgenoot en trainer Maarten Stekelenburg.